# Kiss Kiss (gruppo musicale)

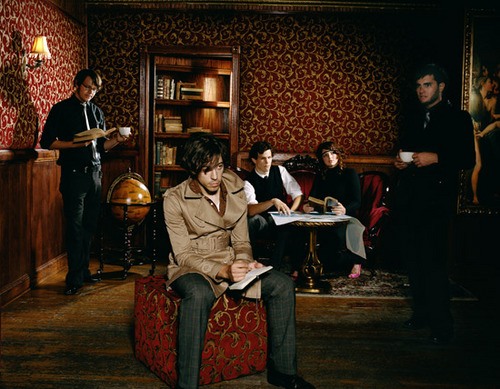

I Kiss Kiss sono un gruppo musicale indie rock statunitense, formatosi nel 2003 a Purchase (borgata di Harrison, nello stato di New York). Il loro nome deriva dall'omonima serie di racconti horror di Roald Dahl.

## Stile ed influenze
Il loro sound è basato su un'impostazione prevalentemente indie rock/punk, ma è caratterizzato dall'inconsueto violino elettrico.
Tra le influenze maggiori, spiccano i The Dresden Dolls ed i System of a Down.

## Formazione
- Jared Karns - batteria
- Joshua Benash - voce
- Rebecca Schlappich - violino elettrico
- Pat Lamothe - basso
- Mike Abiuso - chitarra, sintetizzatore

## Discografia

### Album studio
- 2007 - Reality vs. The Optimist (Eyeball)
- 2009 - The Meek Shall Inherit What's Left (Eyeball)

### EP
- 2005 - Kiss Kiss (Eyeball)